# Théodore Monod

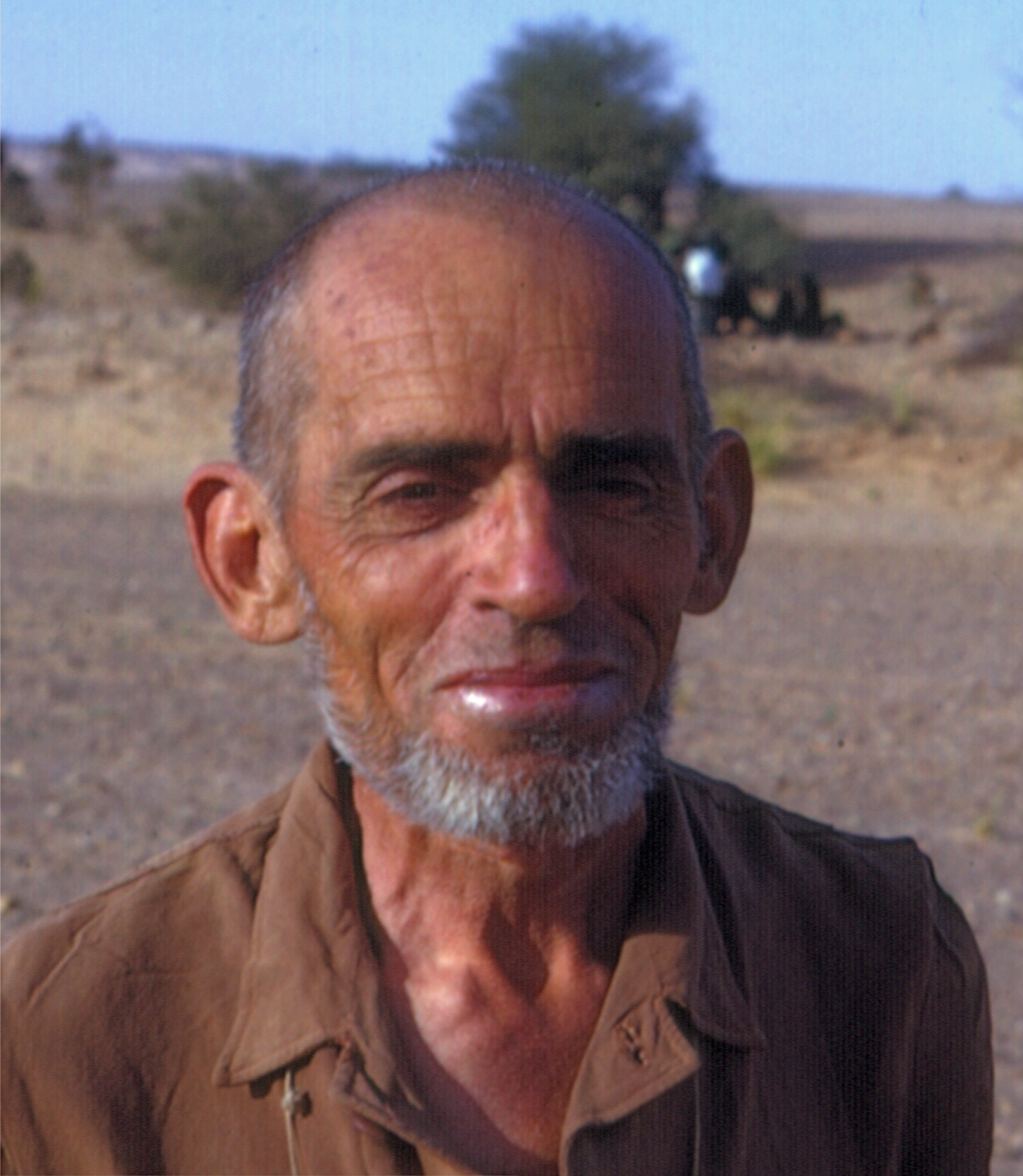
Monod na Saharze, 1967

Théodore André Monod (ur. 9 kwietnia 1902 w Rouen, zm. 22 listopada 2000 w Wersalu) –  francuski naturalista, odkrywca i humanista.

## Życiorys
W trakcie swojej kariery był dyrektorem Instytutu Afryki Północnej, profesorem Muzeum Historii Naturalnej w Paryżu, członkiem Académie de la Marine w 1957 oraz członkiem Francuskiej Akademii Nauk w 1963. W 1960 został jednym z założycieli Światowej Akademii Sztuki i Nauki. Swoje poglądy określał jako chrześcijańsko-anarchistyczne
Swoją karierę rozpoczął badaniami nad fokami mniszkami w Mauretanii, na Przylądku Białym. Jednak jego uwagę szybko przykuła Sahara, którą eksplorował w poszukiwaniu meteorytów przez następne ponad 60 lat. Choć nie udało mu się odnaleźć tego, czego szukał, to odkrył wiele gatunków roślin, a także kilka ważnych miejsc o neolitycznym pochodzeniu. Prawdopodobnie jego największym znaleziskiem (razem z Wladimirem Besnardem) był tzw. człowiek z Asselar – szkielet Adrar des Iforas liczący sobie 6000 lat, który przez wielu naukowców uznawany jest za pierwsze szczątki osobnika rasy czarnej.
Monod był również aktywistą politycznym i brał udział w protestach pacyfistycznych i antynuklearnych, napisał także kilka artykułów, w których zarysował wyłaniający się ruch obrońców środowiska naturalnego.
Monod i biochemik Jacques Monod, muzyk Jacques-Louis Monod, polityk Jérôme Monod i reżyser Jean-Luc Godard mają wspólnych przodków.

## Dzieła
Twórczość wydana przez Actes Sud (Arles):
- Méharées, (Paryż 1937, reedycja 1989)
- L'Émeraude des garamantes, (Paryż, 1984, reedycja 1992)
- L'Hippopotame et le philosophe (reedycja 1993)
- Désert lybique (1994)
- Majâbat Al-Koubrâ (1996)
- Maxence au désert (1995)
- Tais-toi et marche ... – dziennik z eksploracji El Ghallaouya-Aratane-Chinguetti (2002)